# Жан III Добрия (Бретан)
Жан III Добрия (на френски: Jean III le Bon; * 8 март 1286, Кралство Франция; † 30 април 1341, Кан, Нормандия) е херцог на Бретан от 1312 г., виконт на Лимож (1312 – 1331) и граф на Ричмънд от 1334 г. от Династия Дрьо.

## Произход
Той е първородният син на Артур II (* 1262, † 1312), херцог на Бретан (1305 – 1312), и на съпругата му Мария дьо Лимож (* 1260, † 1291), виконтеса на Лимож (1263 – 1291), дъщеря на Ги VI Доблестния, виконт на Лимож. Имаедин брат и една сестраː
- Ги (* 1287, † 1331), граф на Пентиевър и виконт на Лимож
- Пиер (* 1289, †1312), господар на Авен

Има и един полубрат и пет полусестри от втория брак на баща си, сред които Жан IV Завоевател (* 1295, † 1345), граф на Монфор и херцог на Бретан, съпруг на Жана Фландърска.

## Биография
През 1290/1291 г. г Жан III наследява Виконтство Лимож от майка си. През август 1312 г., след смъртта на баща си, 26-годишният Жан III Добрият наследява херцогския трон на Бретан.
Той е в изключително враждебни отношения с мащехата си Йоланда дьо Дрьо и с полубрат си Жан дьо Монфор. Дълго време се опитва да анулира втория брак на баща си, за да ги лиши от всички наследствени права в Бретан.
През януари 1334 г., след смъртта на чичо си Жан Бретански, граф дьо Ришмон, херцог Жан III наследява титлата „граф дьо Ришмон“ (Ричмънд).

Той укрепва херцогската власт по всякакъв възможен начин. Демонстрира пълна лоялност към Франция, като същевременно поддържа добри отношения с Англия. Опитва се да завещае правата върху херцогската корона на краля на Франция, но не намира подкрепа сред бретанските барони.
На 30 април 1341 г. 55-годишният херцог Жан III Добрият умира в Кан (Нормандия), завръщайки се от двора на френския крал. Тялото му е отнесено в кармелитския манастир в Пльормел. Със смъртта си херцогът поставя херцогството пред най-трудния проблем, без да назове наследника си. След смъртта му започва Войната за бретанското наследство, която е започната от по-малкия му полубрат Жан дьо Монфор, граф на Монфор, и граф Шарл дьо Блоа, съпруг на неговата племенница Жана дьо Дрьо, графиня дьо Пентиевър.

## Брак и потомство
Жан III Добрият се жени три пъти:
∞ 1. 18 февруари 1298 за Изабела дьо Валоа (* 1292, † 1309), дъщеря на Шарл I Френски, граф на Валоа, и на Маргарита Анжу-Сицилианска, от която няма деца.
∞ 2. 1310 в Бургос за Исабела Кастилска (* 1283 † 1328), дъщеря на Санчо IV, крал на Кастилия и Леон, и на Мария де Молина, от която няма деца
∞ 3. 21 март 1330 в Шартър за роднина на краля на Франция, Жана Савойска (* 1310 † 1344), дъщеря на Едуард, граф на Савоя и Бланш Бургундска, от която няма деца.
Той има един извънбрачен син:
- Жан „Извънбрачни, нашият син“, номиниран от баща си за господар на Роспорден през 1334 г